# Nicodemo Gentile
Pour les articles homonymes, voir Gentile.
Nicodemo Gentile, né le 24 juin 1969 à Cirò, dans la province de Crotone, est un avocat pénaliste et personnage de télévision italien. Depuis 2020, il est président de l'Association Pénélope,. En 2023, il est confirmé dans cette charge.

## Biographie
Nicodemo Gentile nait en 1969. Il fait des études de droit et commence sa carrière comme avocat dans la province de Pérouse, défendent les pauvres et les gens de la rue. Sa spécialisation est d'être avocat pénaliste. Il est expert aussi en droit de l'immigration.
Sa carrière a toujours été engagée auprès des familles des victimes de meurtres et des personnes disparues. Il est connu dans toute l'Italie et est membre de l’Association Penelope, fondée en 2002, qui s'occupe des problèmes des femmes victimes de violence masculine.
Depuis quelques années, il est toujours présent à la télévision, invité dans des émissions telles que Chi l'ha visto? (it) et Quarto grado (it) et donne la parole aux familles des personnes disparues,.

## Publications
- Nicodemo Gentile, Laggiù tra il ferro – Storie di vita, storie di reclusi, Edizioni Imprimatur, 2017.
- Nicodemo Gentile, Nella terra del niente. Storie di scomparse, storie di famiglie, Edizioni Faust, 2018  (ISBN 8898147805).
- Nicodemo Gentile, Il padrone. Storia di una manipolazione, storia di una tragedia, Edizioni Faust, 2019.
- Nicodemo Gentile, Nulla è come appare. Storie di delitti, storie di accertamenti tecnici, Edizioni Faust, 2021  (ISBN 979-1280029089)